# Чимальуакан
Чимальуакан (исп. Chimalhuacán)  —   город и муниципалитет в Мексике, входит в штат Мехико.

## История
Город основан в 1890 году.